# روان‌شناسی فرگشتی زبان
روان‌شناسی تکاملی زبان (انگلیسی: Evolutionary psychology of language) مطالعه تاریخ تکاملی زبان به عنوان یک قوه ذهنی در رشته روان‌شناسی فرگشتی است. این فرض را ایجاد می‌کند که زبان نتیجه سازگاری (زیست‌شناسی) داروینی‌است.